# Andrea Locatelli (motociclista)
Andrea Locatelli (Alzano Lombardo, 16 ottobre 1996) è un pilota motociclistico italiano vincitore del campionato mondiale Supersport nel 2020 e del campionato italiano Moto3 nel 2013.

## Carriera

### Gli inizi
Nato ad Alzano Lombardo, ma originario di Selvino, nel 2011 vince il trofeo Moriwaki 250 e nel 2012 ottiene il successo nel trofeo monomarca delle Honda NSF250R. Sempre nel 2012 vince una gara e chiude quarto nel CIV Moto3. Nel 2013 il team Mahindra Racing gli affida una moto ufficiale per partecipare al Campionato Italiano Velocità, dove diventa campione nazionale nella categoria Moto3. I buoni risultati nel campionato italiano gli fanno guadagnare una wild card per esordire nel motomondiale in occasione del Gran Premio motociclistico d'Italia 2013, gara conclusa al 22º posto. Sempre nel 2013 ottiene la wild card anche per il GP di San Marino, concluso anch'esso al di fuori della zona punti.

### Moto3
Nel 2014 gareggia con il numero 55 sempre nella Moto3 con la Mahindra MGP3O del San Carlo Team Italia, con compagno di squadra Matteo Ferrari. Nel 2015 passa al team Gresini Racing, alla guida di una Honda NSF250R; il compagno di squadra è Enea Bastianini. In questa stagione è costretto a saltare i Gran Premi di San Marino, Aragona e Malesia a causa di una frattura al coccige. Chiude la stagione in ventesima posizione, con 33 punti all'attivo. Nel 2016 passa al team Leopard Racing che gli affida una KTM RC 250 GP, i compagni di squadra sono Fabio Quartararo e Joan Mir. Ottiene il suo primo podio nel motomondiale in occasione del GP di Germania, arrivando secondo in una gara svoltasi in condizioni di pista bagnata. Ottiene un secondo posto in Australia. Chiude la stagione al nono posto in classifica piloti con 96 punti all'attivo.

### Moto2

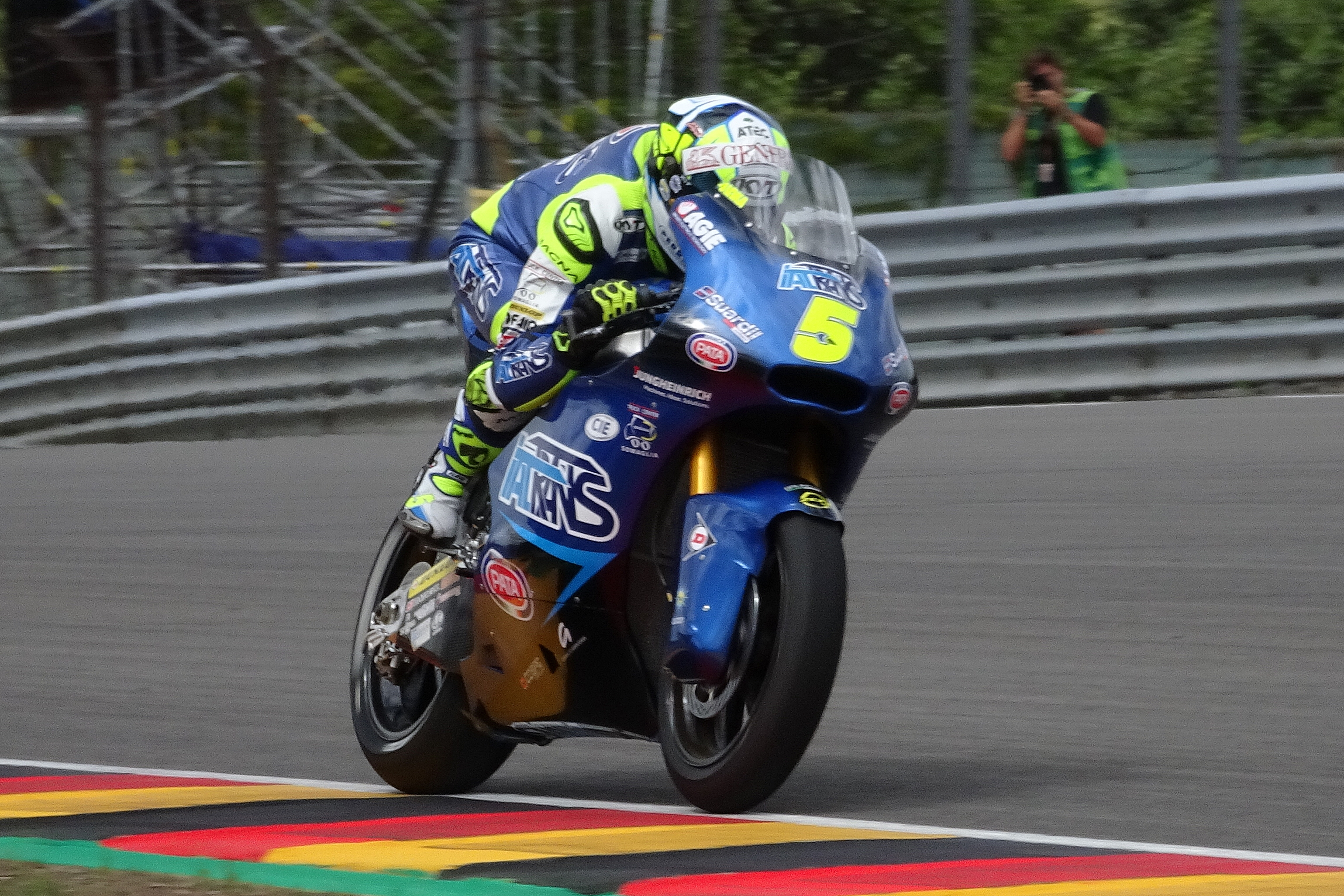
Locatelli, alla guida della Kalex Moto2, in occasione del Gran premio di Germania del 2017.

Nel 2017 passa in Moto2, alla guida della Kalex del team Italtrans Racing; il compagno di squadra è Mattia Pasini. Ottiene come miglior risultato due tredicesimi posti (Malesia e Repubblica Ceca) e termina la stagione al 28º posto con 8 punti. Nel 2018 rimane nello stesso team, ottenendo come miglior risultato un ottavo posto in Italia e terminando la stagione al 15º posto con 52 punti. Nel 2019 rimane nello stesso team, con compagno di squadra Enea Bastianini. Ottiene come miglior risultato un sesto posto in Olanda e termina la stagione al 18º posto con 46 punti.

### Il titolo in Supersport
Nel 2020 si trasferisce nel campionato mondiale Supersport alla guida della Yamaha YZF-R6 del team Bardahl Evan Bros. Esordisce vincendo in Australia. Vince le successive otto gare, raggiungendo quota undici primi posti. Il 20 settembre si laurea campione del mondo della classe Supersport 600 al Gran Premio di Catalunya. Termina la stagione con 333 punti, vincendo in totale dodici delle quindici gare in calendario. In questa stagione, inoltre, prende parte alla prova del Mugello nel Campionato Italiano Velocità - classe Supersport. Conclude entrambe le gare al primo posto però, in virtù del regolamento, non ottiene punti validi per la classifica.

### Superbike
Nel 2021 debutta nel mondiale Superbike con il team Pata Yamaha with Brixx. Il compagno di squadra è Toprak Razgatlıoğlu. Locatelli conquista quattro piazzamenti a podio e una serie di quarti posti, totalizzando 291 punti e classificandosi quarto, risultando il miglior esordiente dell'anno.
Nel 2022 continua con lo stesso team e compagno di squadra della stagione precedente. Ottiene altri due piazzamenti a podio e chiude, portando a termine tutte le gare in calendario, al quinto posto in campionato. Nel 2023 inizia il terzo anno col team ufficiale Yamaha. con otto piazzamenti a podio e quasi trecentotrenta punti, si classifica al quarto posto nel mondiale. Nel 2024 il nuovo compagno di squadra è Jonathan Rea. Inizia il campionato con un secondo posto in australia, in un podio tutto italiano, chiude l'ultima gara a Jerez al settimo posto in classifica, migliore tra i piloti Yamaha.

## Risultati in gara

### Motomondiale

#### Moto3
| 2013 | Classe | Moto     |  |  |  |  |    |  |  |  |    |  |  |  |    |  |  |  |  |  | Punti | Pos. |
| ---- | ------ | -------- |  |  |  |  | -- |  |  |  | -- |  |  |  | -- |  |  |  |  |  | ----- | ---- |
| 2013 | Moto3  | Mahindra |  |  |  |  | 22 |  |  |  | NE |  |  |  | 25 |  |  |  |  |  | 0     |      |

| 2014 | Classe | Moto     |    |    |     |  |  |    |    |    |     |    |    |    |     |    |    |     |     |    | Punti | Pos. |
| ---- | ------ | -------- | -- | -- | --- |  |  | -- | -- | -- | --- | -- | -- | -- | --- | -- | -- | --- | --- | -- | ----- | ---- |
| 2014 | Moto3  | Mahindra | 23 | 25 | Rit |  |  | 18 | 29 | 17 | Rit | 25 | 25 | 19 | Rit | 18 | 23 | Rit | Rit | 26 | 0     |      |

| 2015 | Classe | Moto  |    |   |    |    |    |    |    |     |   |    |    |     |    |    |    |     |    |  | Punti | Pos. |
| ---- | ------ | ----- | -- | - | -- | -- | -- | -- | -- | --- | - | -- | -- | --- | -- | -- | -- | --- | -- |  | ----- | ---- |
| 2015 | Moto3  | Honda | 11 | 7 | 23 | 16 | 16 | 13 | 12 | Rit | 9 | 13 | NP | Rit | NP | NP | 14 | Rit | NP |  | 33    | 20º  |

| 2016 | Classe | Moto |    |   |   |     |    |     |    |     |   |    |     |    |   |    |     |   |   |    | Punti | Pos. |
| ---- | ------ | ---- | -- | - | - | --- | -- | --- | -- | --- | - | -- | --- | -- | - | -- | --- | - | - | -- | ----- | ---- |
| 2016 | Moto3  | KTM  | 21 | 4 | 5 | Rit | 10 | Rit | 19 | Rit | 2 | 13 | Rit | 14 | 6 | 17 | Rit | 2 | 5 | 20 | 96    | 9º   |

| Legenda | 1º posto        | 2º posto            | 3º posto            | A punti      | Senza punti        | Grassetto – Pole position Corsivo – Giro più veloce |
| Legenda | Gara non valida | Non qual./Non part. | Ritirato/Non class. | Squalificato | '-' Dato non disp. | Grassetto – Pole position Corsivo – Giro più veloce |

#### Moto2
| 2017 | Classe | Moto  |    |     |    |    |    |    |    |    |     |    |     |    |     |    |     |     |    |    |  | Punti | Pos. |
| ---- | ------ | ----- | -- | --- | -- | -- | -- | -- | -- | -- | --- | -- | --- | -- | --- | -- | --- | --- | -- | -- |  | ----- | ---- |
| 2017 | Moto2  | Kalex | 27 | Rit | 20 | 26 | 19 | 16 | 14 | 18 | Rit | 13 | Rit | 23 | Rit | 19 | Rit | Rit | 13 | 16 |  | 8     | 28º  |

| 2018 | Classe | Moto  |    |    |    |    |    |   |    |    |     |    |    |    |    |    |   |    |    |    |   | Punti | Pos. |
| ---- | ------ | ----- | -- | -- | -- | -- | -- | - | -- | -- | --- | -- | -- | -- | -- | -- | - | -- | -- | -- | - | ----- | ---- |
| 2018 | Moto2  | Kalex | 19 | 15 | 14 | 15 | 12 | 8 | 11 | 10 | Rit | 14 | 13 | AN | 14 | 16 | 9 | 16 | 20 | 12 | 9 | 52    | 15º  |

| 2019 | Classe | Moto  |    |    |    |    |     |    |    |   |    |    |    |    |    |    |    |    |    |    |    | Punti | Pos. |
| ---- | ------ | ----- | -- | -- | -- | -- | --- | -- | -- | - | -- | -- | -- | -- | -- | -- | -- | -- | -- | -- | -- | ----- | ---- |
| 2019 | Moto2  | Kalex | 13 | 11 | 10 | 14 | Rit | 18 | 12 | 6 | 15 | 14 | 11 | 15 | 13 | 17 | 13 | 15 | 18 | 16 | 20 | 46    | 18º  |

| Legenda | 1º posto        | 2º posto            | 3º posto            | A punti      | Senza punti        | Grassetto – Pole position Corsivo – Giro più veloce |
| Legenda | Gara non valida | Non qual./Non part. | Ritirato/Non class. | Squalificato | '-' Dato non disp. | Grassetto – Pole position Corsivo – Giro più veloce |

### Campionato mondiale Supersport
| 2020 | Moto   |   |   |   |   |   |   |   |   |   |   |   |   |     |   |   | Punti | Pos. |
| ---- | ------ | - | - | - | - | - | - | - | - | - | - | - | - | --- | - | - | ----- | ---- |
| 2020 | Yamaha | 1 | 1 | 1 | 1 | 1 | 1 | 1 | 1 | 1 | 4 | 1 | 1 | Rit | 1 | 2 | 333   | 1º   |

| Legenda | 1º posto        | 2º posto            | 3º posto           | A punti      | Senza punti        | Grassetto – Pole position Corsivo – Giro più veloce |
| Legenda | Gara non valida | Non qual./Non part. | Ritirato/Non class | Squalificato | '-' Dato non disp. | Grassetto – Pole position Corsivo – Giro più veloce |

### Campionato mondiale Superbike
| 2021 | Moto   |    |    |   |    |    |   |   |   |   |     |   |    |   |   |   |   |   |   |   |   |   |   |   |   |    |     |   |   |    |   |     |   |   |   |   |   |   |    |   |  |  |  | Punti | Pos. |
| ---- | ------ | -- | -- | - | -- | -- | - | - | - | - | --- | - | -- | - | - | - | - | - | - | - | - | - | - | - | - | -- | --- | - | - | -- | - | --- | - | - | - | - | - | - | -- | - |  |  |  | ----- | ---- |
| 2021 | Yamaha | 10 | 12 | 9 | 10 | 11 | 5 | 9 | 9 | 9 | Rit | 9 | 11 | 5 | 4 | 3 | 3 | 4 | 4 | 4 | 4 | 4 | 3 | 4 | 4 | 12 | Rit | 5 | 4 | AN | 4 | Rit | 4 | 3 | 8 | 6 | 7 | 4 | AN | 8 |  |  |  | 291   | 4º   |

| 2022 | Moto   |   |   |    |   |   |   |   |   |   |   |   |   |    |   |   |   |   |   |   |    |   |   |    |    |   |   |   |   |    |   |   |   |   |   |   |   |  |  |  |  |  |  | Punti | Pos. |
| ---- | ------ | - | - | -- | - | - | - | - | - | - | - | - | - | -- | - | - | - | - | - | - | -- | - | - | -- | -- | - | - | - | - | -- | - | - | - | - | - | - | - |  |  |  |  |  |  | ----- | ---- |
| 2022 | Yamaha | 5 | 5 | 19 | 4 | 4 | 2 | 4 | 5 | 5 | 6 | 6 | 6 | 10 | 8 | 8 | 6 | 6 | 6 | 7 | 10 | 7 | 9 | 21 | 16 | 6 | 7 | 6 | 8 | 10 | 8 | 4 | 3 | 4 | 4 | 5 | 5 |  |  |  |  |  |  | 274   | 5º   |

| 2023 | Moto   |   |   |   |   |   |   |   |   |   |   |   |   |    |   |   |   |   |   |   |   |   |   |     |   |   |   |   |   |   |     |   |   |   |   |   |    |  |  |  |  |  |  | Punti | Pos. |
| ---- | ------ | - | - | - | - | - | - | - | - | - | - | - | - | -- | - | - | - | - | - | - | - | - | - | --- | - | - | - | - | - | - | --- | - | - | - | - | - | -- |  |  |  |  |  |  | ----- | ---- |
| 2023 | Yamaha | 4 | 5 | 3 | 3 | 2 | 5 | 4 | 5 | 3 | 4 | 3 | 7 | 12 | 7 | 6 | 5 | 4 | 8 | 4 | 3 | 4 | 6 | Rit | 7 | 6 | 4 | 4 | 4 | 4 | Rit | 9 | 3 | 5 | 3 | 5 | 10 |  |  |  |  |  |  | 327   | 4º   |

| 2024 | Moto   |   |   |     |   |   |    |    |   |   |   |   |   |   |   |   |   |   |   |    |    |    |   |     |   |    |   |   |    |    |   |     |   |     |   |   |   |  |  |  |  |  |  | Punti | Pos. |
| ---- | ------ | - | - | --- | - | - | -- | -- | - | - | - | - | - | - | - | - | - | - | - | -- | -- | -- | - | --- | - | -- | - | - | -- | -- | - | --- | - | --- | - | - | - |  |  |  |  |  |  | ----- | ---- |
| 2024 | Yamaha | 2 | 2 | Rit | 5 | 8 | 13 | 12 | 6 | 5 | 4 | 4 | 5 | 6 | 7 | 7 | 7 | 6 | 3 | 11 | 13 | 11 | 8 | Rit | 9 | 12 | 7 | 9 | 10 | 11 | 9 | Rit | 4 | Rit | 3 | 5 | 8 |  |  |  |  |  |  | 232   | 7º   |

| 2025 | Moto   |   |   |   |   |   |   |   |   |   |    |   |   |     |   |   |   |   |   |   |   |   |   |   |   |  |  |  |  |  |  |  |  |  |  |  |  |  |  |  |  |  |  | Punti | Pos. |
| ---- | ------ | - | - | - | - | - | - | - | - | - | -- | - | - | --- | - | - | - | - | - | - | - | - | - | - | - |  |  |  |  |  |  |  |  |  |  |  |  |  |  |  |  |  |  | ----- | ---- |
| 2025 | Yamaha | 7 | 6 | 7 | 3 | 5 | 4 | 2 | 4 | 1 | 18 | 7 | 8 | Rit | 9 | 9 | 5 | 3 | 4 | 4 | 5 | 4 | 4 | 4 | 5 |  |  |  |  |  |  |  |  |  |  |  |  |  |  |  |  |  |  | 188   |      |

| Legenda | 1º posto        | 2º posto            | 3º posto           | A punti      | Senza punti        | Grassetto – Pole position Corsivo – Giro più veloce |
| Legenda | Gara non valida | Non qual./Non part. | Ritirato/Non class | Squalificato | '-' Dato non disp. | Grassetto – Pole position Corsivo – Giro più veloce |